# 32089 Wojtania
32089 Wojtania è un asteroide della fascia principale. Scoperto nel 2000, presenta un'orbita caratterizzata da un semiasse maggiore pari a 2,3935073 UA e da un'eccentricità di 0,1470664, inclinata di 1,29194° rispetto all'eclittica.